# Parkán

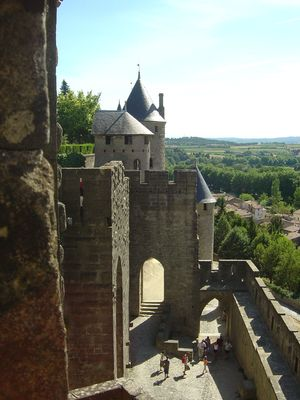
Parkánová zeď v Carcassonnu

Parkán je fortifikační prvek hradebního opevnění.

## Charakteristika
Parkán je prostor před samotnými hradbami, který je z přední strany chráněn další, zpravidla menší zdí (tzv. parkánová zeď), hradbou či náspem s prostorem – chodníčkem –, který umožňoval volný pohyb obránců z místa na místo. Chráněný pohyb obránců hradeb (především lučištníků) za touto hradbou zvyšoval možnost aktivní obrany (např. hradu) a také ochrany hlavního opevnění. V některých případech byl parkán zdvojený, případně několikanásobný.
Parkán byl součástí opevnění středověkých hradů a měst. Vznikl navezením zeminy před hlavní hradbu do výše několika metrů. Tím se celý prostor zvedl o několik metrů. Z vnější strany se zemina zpevnila druhou hradbou, o něco nižší; druhá hradba se nazývala parkánová a prostor mezi hradbami parkán. Protože byly parkány poměrně široké (u městských hradeb i 10 metrů), daly se používat jako komunikace vhodná k přesunu obránců i vozů se střelivem. Obránci tu mohli střílet ve dvou řadách nad sebou. Pokud útočníci prorazili u paty opevnění parkánovou hradbu, nedostali se do města či hradu, ale začala se na ně sypat zemina, ze které byl parkán vybudován.
Již od středověku se parkán stával zároveň smetištěm, kam se z hradeb házely odpadky. Proto se v 19. století snažily městské rady parkány zastavět (mj. z hygienických důvodů) nebo na nich vybudovat parky.

## Parkán v místopise
Existenci již neexistujícího parkánu připomínají názvy ulic jako Na parkáně (Beroun, Nymburk), Na parkánech a Pod parkány (Tábor), Parkány José Rízala (Litoměřice). V němčině je obdobně používán ekvivalentní název Zwinger, Zwingergarten (Drážďany), v polštině Międzymurze (Varšava, Toruň), v maďarštině Párkány utca (Budapešť) atd.